# Belgiens 1. division B
Belgiens 1. division B også kendt som (Profvoetbal 1B og Proximus League af sponsorårsager) er det næsthøjeste niveau i det belgiske fodboldsystem - et niveau under Belgiens 1. division A. Den blev skabt af Belgiens fodboldforbund i 2016, som erstatning for Belgiens 2. division. Rækken indeholder kun 8 hold - der alle er professionelle.